# Sistema Rh
Il sistema Rh è uno dei 38 sistemi di gruppi sanguigni umani conosciuti. È il secondo più importante sistema di gruppo, dopo il sistema AB0.
Il sistema Rh è costituito da 50 antigeni noti, tra i quali i cinque antigeni D, C, c, E ed e sono i più importanti (non esiste un antigene d). Gli altri si incontrano molto meno frequentemente o raramente sono clinicamente significativi. A ciascuno viene assegnato un numero, sebbene il numero più alto assegnato (CEST o RH57 secondo la terminologia ISBT) non rispecchia in maniera accurata gli antigeni scoperti poiché molti sono stati combinati, riassegnati ad altri gruppi o rimossi.
Il termine fattore Rh (e “Rh positivo” e “Rh negativo”) si riferisce solo all'antigene D, detto anche Rh(D). Lo stato Rh(D) di un individuo è normalmente descritto con un suffisso “positivo” o “negativo” dopo il gruppo AB0: ad esempio, qualcuno che è “A Positivo” (A+) ha l'antigene A e l'antigene Rh(D), mentre a qualcuno che è “A Negativo” (A-) manca dell'antigene Rh(D).
Gli anticorpi verso antigeni Rh possono essere coinvolti nelle reazioni trasfusionali emolitiche e gli anticorpi verso gli antigeni Rh(D) e Rh(c) conferiscono un rischio significativo di malattia emolitica feto-neonatale.

## Etimologia
Il termine "Rh" era originariamente un'abbreviazione di "Rhesus": fu scoperto nel 1937 da Karl Landsteiner e Alexander S. Wiener, che all'epoca credevano fosse un antigene simile trovato nei globuli rossi del macaco rhesus. Successivamente si è scoperto che il fattore Rh umano non è identico a quello della scimmia, ma a quel punto "Gruppo Rhesus" e termini simili erano già in uso diffusamente in tutto il mondo.
Pertanto, nonostante sia un termine improprio, il termine sopravvive ad esempio, con sistema rhesus e termini obsoleti come fattore rhesus, rhesus positivo e rhesus negativo: tutti in realtà si riferiscono specificamente e solo al fattore Rh(D) e sono quindi fuorvianti.
La pratica contemporanea consiste nell'usare "Rh" come un termine fittizio anziché riferito a "Rhesus" (ad esempio, "gruppo Rh," "Fattori Rh," "Rh D," ecc.).

## Sistema di nomenclatura
| Fisher - Race | Wiener |
| ------------- | ------ |
| Dce           | R0     |
| DCe           | R1     |
| DcE           | R2     |
| DCE           | RZ     |
| dce           | r      |
| dCe           | r'     |
| dcE           | r''    |
| dCE           | rY     |

Il sistema Rh ha due serie di nomenclature: una sviluppata da Ronald Fisher e Robert Russell Race, l'altra da Alexander Wiener. Entrambi i sistemi riflettevano teorie alternative sull'ereditarietà.
Il sistema Fisher-Race, oggi più comunemente utilizzato, utilizza la nomenclatura CDE. Questo sistema si basava sulla teoria secondo cui un gene separato controlla il prodotto di ciascun antigene corrispondente (ad esempio, un "gene D" produce antigene D e così via). Tuttavia, il gene d era ipotetico, non reale.
Il sistema Wiener utilizzava la nomenclatura Rh-Hr. Questo sistema si basava sulla teoria secondo cui esiste un gene in un singolo locus su ciascuna delle 2 copie del cromosoma 1, ciascuna delle quali contribuisce alla produzione di più antigeni. In questa teoria, si suppone che un gene R1 dia origine ai "fattori" Rh0, rh' e rh'' (corrispondenti nella moderna nomenclatura agli antigeni D, C ed E) e al gene r per produrre hr' e hr'' (corrispondente nella nomenclatura moderna agli antigeni c ed e).
La notazione di Wiener è più complessa e scomoda nell'uso di routine. Poiché è più semplice da spiegare, la teoria di Fisher-Race è stata ampiamente diffusa.
I test del DNA hanno dimostrato che entrambi sono parzialmente corretti: esistono infatti due geni collegati, il gene RHD che produce una singola specificità immunitaria (anti-D) e il gene RHCE con molteplici specificità (anti-C, anti-c, anti-E, anti-e). Pertanto, il postulato di Wiener secondo cui un gene potrebbe avere molteplici specificità (teoria a cui, in origine, molti non avevano dato credito) si è dimostrato corretto. D'altra parte, la teoria di Wiener secondo cui esiste un solo gene si è rivelata errata, così come la teoria di Fisher e Race secondo cui esistono tre geni, anziché due.
La notazione CDE utilizzata nella nomenclatura Fisher-Race è talvolta riorganizzata in DCE per rappresentare più accuratamente la co-locazione della codifica C ed E sul gene RhCE e per facilitare l'interpretazione.

## Biochimica
I principali antigeni sono D, C, E, c ed e, che sono codificati da due loci genici adiacenti: il gene RHD che codifica la proteina RhD cioè l'antigene D (e varianti) e il gene RHCE che codifica la proteina RhCE cioè gli antigeni C, E, c ed e (e varianti). La "d" minuscola indica l'assenza dell'antigene D (il gene viene di solito eliminato o non è funzionante).
Le proteine che corrispondono agli antigeni Rh sono proteine transmembrana, la cui struttura suggerisce essere canali ionici. Sulla base dell'omologia strutturale era stato ipotizzato che il prodotto del gene RHD, la proteina RhD, fosse una proteina di trasporto di specificità incerta (CO2 o NH3) e ruolo fisiologico sconosciuto. La struttura tridimensionale della proteina correlata RHCG e l'analisi biochimica del complesso proteico RhD indicano che la proteina RhD è una delle tre subunità di un trasportatore di ammoniaca.
Tre studi recenti hanno riportato un effetto protettivo del fenotipo RhD-positivo, in particolare l'eterozigosi di RhD, contro l'effetto negativo della toxoplasmosi latente sulle prestazioni psicomotorie nei soggetti infetti. I dati pubblicati suggerivano che solo la protezione degli eterozigoti RhD positivi era a lungo termine; la protezione degli omozigoti RhD positivi è diminuita con la durata dell'infezione mentre le prestazioni degli omozigoti RhD negativi sono diminuite immediatamente dopo l'infezione.

## Varianti
La genotipizzazione dei gruppi sanguigni ha semplificato molto la rilevazione delle varie varianti nel sistema dei gruppi sanguigni Rh.
È importante differenziare la D debole (causata da una differenza quantitativa nell'antigene D) dalla D parziale (causata da una differenza qualitativa dell'antigene D); il fenotipo D debole è dovuto a un numero ridotto di antigeni D sui globuli rossi. Al contrario, il fenotipo D parziale è dovuto a un'alterazione degli epitopi D.

### D debole
Nei test sierologici, il sangue D positivo è facilmente identificabile. Le unità D negative vengono spesso testate nuovamente per escludere una positività più debole; questa veniva precedentemente denominata Du, terminologia che è stata sostituita.
Per definizione, il fenotipo D debole è caratterizzato da reazione negativa al reagente anti-D in immediate spin, reazione negativa dopo incubazione a 37 °C e reazione positiva all'anti-globulina umana. Il test è difficile, poiché l'uso di reagenti anti-D diversi, in particolare i reagenti policlonali più vecchi, può dare risultati diversi.
Il fenotipo D debole può verificarsi in diversi modi. In alcuni casi, questo fenotipo si verifica a causa di un'alterata proteina di superficie, più comune nelle persone di origine europea. Può esserci anche una forma ereditabile, a seguito di una forma indebolita del gene R0. Il D debole può anche verificarsi come "C in trans", situazione in cui un gene C è presente sul cromosoma opposto a un gene D (come nella combinazione R0r', o Dce/dCe).
L'implicazione pratica di ciò è che le persone con questo sottofenotipo avranno un prodotto etichettato come "D positivo" quando donano il sangue, mentre quando lo ricevono risultano tipizzati come "D negativi". La maggior parte dei pazienti con "D debole" può ricevere sangue "D positivo" senza complicazioni. Tuttavia, è importante identificare correttamente quelli che devono essere considerati D+ o D−, poiché la maggior parte delle banche del sangue ha una disponibilità limitata di sangue "D negativo" e la trasfusione corretta è clinicamente rilevante.

### D parziale
Nel D parziale, il numero di antigeni D non è ridotto ma la struttura proteica viene modificata. Questi individui, se alloimmunizzati verso D, possono produrre un anticorpo anti-D. Pertanto, i pazienti con D parziale che donano sangue devono essere etichettati come D-positivi ma, se ricevono sangue, devono essere etichettati come D-negativi e ricevere unità D-negative.
I vari fenotipi D parziali sono definiti da diversi epitopi D sulla superficie esterna della membrana dei globuli rossi. Sono stati descritti più di 30 diversi fenotipi D parziali.

### Rhnull
Gli individui Rhnull non hanno antigeni Rh sui loro globuli rossi: questa rara condizione è stata chiamata "sangue d'oro". Le sue proprietà lo rendono attraente in numerose applicazioni mediche, ma la scarsità lo rende costoso da trasportare e ottenere.
Come conseguenza dell'assenza dell'antigene Rh, i globuli rossi Rhnull mancano anche di LW e Fy5 e mostrano una debole espressione degli antigeni S, s e U (sistema MNS). I globuli rossi privi di proteine Rh presentano anomalie strutturali (come la stomatocitosi) e difetti della membrana cellulare che possono provocare anemia emolitica.
Solo 43 persone sono note in tutto il mondo; l'ultima segnalata è una ragazza pakistana di nome Ranam Rao. Sono noti solo 9 donatori di sangue.

## Immunizzazione RH
Il sistema Rh è importante per la compatibilità delle trasfusioni sanguigne, anche se (a differenza degli antigeni del sistema AB0) gli anticorpi anti-Rh sono prodotti solo dopo esposizione a sangue Rh positivo, in quanto l'antigene non è presente naturalmente nei soggetti Rh-. Gli anticorpi Rh sono anticorpi IgG che vengono sviluppati generalmente durante la gravidanza o dopo trasfusioni.
Il fattore D è il più immunogenico di tutti gli antigeni non AB0. Circa l'80% degli individui D-negativi esposti a una singola unità D-positiva produrrà un anticorpo anti-D. La percentuale di alloimmunizzazione è significativamente ridotta nei pazienti gravemente emorragici.
Tutti gli anticorpi Rh tranne D risentono del dosaggio: l'anticorpo reagisce più fortemente con i globuli omozigoti per un antigene, rispetto alle cellule eterozigoti per l'antigene (ad esempio, più fortemente verso EE che contro Ee).
L'anti-c è una causa comune di reazioni trasfusionali emolitiche ritardate.
Quando viene rilevato un anti-E, deve essere fortemente sospettata la presenza di anti-c, a causa dell'eredità genetica combinata. È quindi comune selezionare emazie c-negative ed E-negative per i pazienti da trasfondere che hanno un anti-E.